# Lenon Fernandes Ribeiro
Lenon Fernandes Ribeiro, mais conhecido como Lenon (Rio de Janeiro, 2 de maio de 1990), é um futebolista brasileiro que atua como volante e lateral-direito. Atualmente joga pelo Confiança, emprestado pelo Capital.

## Carreira

### Início
Nasceu em 2 de maio de 1990, na cidade do Rio de janeiro. Deu seus primeiros passos nas quadras do Madureira, onde jogava futsal, até chegar ao mirim, quando se transferiu para o futebol de campo. Nos gramados, ficou apenas por mais dois anos na equipe do subúrbio. Lá, chamou a atenção de olheiros do Flamengo que o levaram para a Gávea. 
Nas categorias de base do Flamengo, Lenon teve ótima passagem e conquistou três títulos.

### Flamengo
Foi integrado aos profissionais do Flamengo pelo então treinador Cuca, em 2009. Foi relacionado para o Fla-Flu da última rodada da Taça Rio em função de suspensões e a falta de volantes. Sua estreia ocorreu em 5 de abril de 2009, quando entrou no lugar de Jônatas e teve boa participação no clássico.

### Goiás
Sem muito espaço no profissional do Flamengo, foi emprestado, junto com o meia Camacho, em 2010 ao Goiás, onde foi o destaque no último jogo do Brasileirão, contra o Corinthians, sendo um dos responsáveis por segurar o empate naquela partida. Pelo clube, foi vice-campeão da Copa Sul-Americana.

### Duque de Caxias
Em 2011, foi emprestado ao Duque de Caxias para a disputa do Campeonato Carioca daquele ano. Após se destacar pelo time da Baixada Fluminense, Lenon renovou seu contrato para a disputa do Campeonato Brasileiro de 2011 - Série B.

### Náutico
Ainda em 2011, foi emprestado, junto com o atacante Paulo Sérgio, ao Náutico, a pedido do então treinador Waldemar Lemos. No final do ano, após a conquista do acesso à Série A, renovou com o clube para a temporada seguinte. Com a chegada do técnico Alexandre Gallo ao Timbu, voltou para o Flamengo em maio de 2012, após ser dispensado.

### Sport
Em setembro de 2012, foi requisitado novamente pelo treinador Waldemar Lemos para defender o Sport.

### Macaé
Foi contratado por empréstimo pelo Macaé às disputas do Campeonato Carioca de 2013.

### Retorno ao Duque de Caxias
Um novo empréstimo de Lenon para o Duque de Caxias foi anunciado em 24 de maio de 2013. O volante retornou ao Tricolor da Baixada para disputar a Série C do Brasileiro e o Carioca do ano seguinte.

### Cabofriense
Após meses sem clube, desde que deixou o Duque de Caxias, em junho de 2014, Lenon acerta com a Cabofriense, para a disputa do Carioca de 2015.

### Guarani
Em 6 de maio de 2015, após o Campeonato Carioca, Lenon acertou com o Guarani para a disputa do Campeonato Brasileiro - Série C. Em 2016, sagrou-se vice-campeão da Série C atuando como lateral-direito. Manteve a regularidade como titular nas duas temporadas seguintes (conquistando a Série A2 em 2018). Em 2019, o jogador retornou de empréstimo.

### Vasco
Em 12 de junho de 2018 é anunciado como reforço do Vasco da Gama, por empréstimo até o final do ano. No clube carioca, não conseguiu se firmar na posição e disputou apenas nove jogos devido a uma lesão na coxa.

### Cuiabá
Fazia parte dos planos do Guarani para 2020, mas não houve acerto para na renovação de contrato. Em 25 de dezembro de 2019 foi anunciado como reforço pelo Cuiabá (embora o contrato só fosse assinado em 3 de janeiro de 2020, pois o contrato com o Bugre ainda estaria em vigor até o final do ano).
Após cinco jogos no campeonato estadual, o atleta se lesionou e, em julho, passou por uma cirurgia de reconstrução do tendão patelar. Voltou aos gramados em novembro de 2020, mas sofreu uma lesão muscular no mês seguinte e não atuou mais pelo Cuiabá. Em fevereiro de 2021, deixou o time numa reformulação promovida pela diretoria em virtude do acesso à Série A.

### Portuguesa
Após passar meses sem atuar profissionalmente para se dedicar a um recondicionamento físico, a contratação do futebolista pela Portuguesa foi anunciada em 8 de junho de 2021.

## Estatísticas
Atualizado até 12 de dezembro de 2020.

### Clubes
| Clube             | Temporada         | Campeonato nacional | Campeonato nacional | Copa nacional[a] | Copa nacional[a] | Competições continentais[b] | Competições continentais[b] | Outros torneios[c] | Outros torneios[c] | Total | Total |
| Clube             | Temporada         | Jogos               | Gols                | Jogos            | Gols             | Jogos                       | Gols                        | Jogos              | Gols               | Jogos | Gols  |
| ----------------- | ----------------- | ------------------- | ------------------- | ---------------- | ---------------- | --------------------------- | --------------------------- | ------------------ | ------------------ | ----- | ----- |
| Flamengo          | 2009              | 9                   | 0                   | —                | —                | 2                           | 0                           | 1                  | 0                  | 12    | 0     |
| Flamengo          | 2010              | 0                   | 0                   | —                | —                | 0                           | 0                           | 4                  | 0                  | 4     | 0     |
| Flamengo          | Total             | 9                   | 0                   | —                | —                | 2                           | 0                           | 5                  | 0                  | 16    | 0     |
| Goiás             | 2010              | 2                   | 0                   | —                | —                | —                           | —                           | —                  | —                  | 2     | 0     |
| Goiás             | Total             | 2                   | 0                   | —                | —                | —                           | —                           | —                  | —                  | 2     | 0     |
| Duque de Caxias   | 2011              | 0                   | 0                   | —                | —                | —                           | —                           | 13                 | 1                  | 13    | 1     |
| Duque de Caxias   | 2013              | 16                  | 0                   | 0                | 0                | —                           | —                           | 9                  | 1                  | 25    | 1     |
| Duque de Caxias   | 2014              | 0                   | 0                   | 2                | 0                | —                           | —                           | 13                 | 0                  | 15    | 0     |
| Duque de Caxias   | Total             | 16                  | 0                   | 2                | 0                | —                           | —                           | 35                 | 2                  | 53    | 2     |
| Náutico           | 2011              | 14                  | 1                   | —                | —                | —                           | —                           | —                  | —                  | 14    | 1     |
| Náutico           | 2012              | 0                   | 0                   | 3                | 0                | —                           | —                           | 21                 | 2                  | 24    | 2     |
| Náutico           | Total             | 14                  | 1                   | 3                | 0                | —                           | —                           | 21                 | 2                  | 38    | 3     |
| Sport             | 2012              | 0                   | 0                   | 0                | 0                | —                           | —                           | 0                  | 0                  | 0     | 0     |
| Sport             | Total             | 0                   | 0                   | 0                | 0                | —                           | —                           | 0                  | 0                  | 0     | 0     |
| Macaé             | 2013              | 0                   | 0                   | 0                | 0                | —                           | —                           | 13                 | 1                  | 13    | 1     |
| Macaé             | Total             | 0                   | 0                   | 0                | 0                | —                           | —                           | 13                 | 1                  | 13    | 1     |
| Cabofriense       | 2015              | 0                   | 0                   | 2                | 0                | —                           | —                           | 15                 | 0                  | 17    | 0     |
| Cabofriense       | Total             | 0                   | 0                   | 2                | 0                | —                           | —                           | 15                 | 0                  | 17    | 0     |
| Guarani           | 2015              | 16                  | 1                   | —                | —                | —                           | —                           | 0                  | 0                  | 16    | 1     |
| Guarani           | 2016              | 23                  | 1                   | —                | —                | —                           | —                           | 15                 | 1                  | 38    | 2     |
| Guarani           | 2017              | 36                  | 1                   | —                | —                | —                           | —                           | 18                 | 0                  | 54    | 1     |
| Guarani           | 2018              | 9                   | 0                   | —                | —                | —                           | —                           | 18                 | 0                  | 27    | 0     |
| Guarani           | 2019              | 26                  | 0                   | 0                | 0                | —                           | —                           | 2                  | 0                  | 28    | 0     |
| Guarani           | Total             | 110                 | 3                   | 0                | 0                | —                           | —                           | 53                 | 1                  | 163   | 4     |
| Vasco da Gama     | 2018              | 9                   | 0                   | 0                | 0                | 0                           | 0                           | 0                  | 0                  | 9     | 0     |
| Vasco da Gama     | Total             | 9                   | 0                   | 0                | 0                | 0                           | 0                           | 0                  | 0                  | 9     | 0     |
| Cuiabá            | 2020              | 5                   | 0                   | 1                | 0                | —                           | —                           | 6                  | 0                  | 12    | 0     |
| Cuiabá            | Total             | 5                   | 0                   | 1                | 0                | —                           | —                           | 6                  | 0                  | 12    | 0     |
| Total na carreira | Total na carreira | 165                 | 4                   | 8                | 0                | 2                           | 0                           | 148                | 6                  | 323   | 10    |

- a. ^ Jogos da Copa do Brasil
- b. ^ Jogos da Copa Sul-Americana
- c. ^ Jogos de Campeonatos estaduais e Torneios amistosos

## Títulos
Flamengo
- Campeonato Carioca Juvenil: 2006
- Copa Circuito das Águas: 2007
- Copa Macaé Sub-17: 2007
- Taça Rio: 2009
- Campeonato Carioca: 2009
- Troféu João Saldanha: 2009
- Campeonato Brasileiro: 2009

Náutico
- Copa Pernambuco: 2011

Duque de Caxias
- Copa Rio: 2013

Guarani
- Campeonato Paulista - Série A2: 2018 ‎

## Prêmios individuais
- Melhor lateral direito do Campeonato Paulista - Série A2: 2018
- Seleção do Campeonato Paulista - Série A2: 2018